# Crystalline
«Crystalline» es una canción electrónica etérea, con elementos drum and bass, de la cantante islandesa Björk. Fue lanzado el 28 de junio de 2011 como primer sencillo del álbum Biophilia, acompañado por una aplicación para iPad desarrollado exclusivamente para la canción.

## Desarrollo
En marzo de 2011, fue anunciado que Björk tocaría en el Festival Internacional de Mánchester con un nuevo concepto de concierto. Varias canciones del álbum se presentaron durante una serie de interpretaciones en el festival entre el 27 de junio y el 16 de julio de 2011. Björk llamó a las interpretaciones un «meditación de la relación entre la música, naturaleza y la tecnología». Instrumento especiales fueron diseñadas y construidos específicamente para esos conciertos.
El lanzamiento de la canción fue precedida por tres teasers: el primer, titulado «Road to Crystalline», podemos ver a Björk conduciendo su furgoneta a través de una carretera en Islandia mientras reproduce un extracto del remix de la canción por Matthew Herbert. En la segunda, podemos ver uno de los nuevos instrumentos desarrollado para las interpretaciones en Manchester, que también reproduce en la pista: el 'Gameleste', un celesta que fue modificado por el fabricante de órganos islandés, Björgvin Tómasson y British Cymbalsmith, y el fabricante de gongs, Matt Nolan para que suene como un Gamelan y pueda ser tocado remotamente por un MIDI e incluso en un iPad. En el tercer teaser, se mostraron las sesiones de grabación del remix incluyendo a Omar Soulyman. La canción fue filtrada en Internet el 25 de junio de 2011. El 28 de junio de 2011, los productores británicos 16bit confirmaron a través de Facebook que ellos produjeron la canción.
«Crystalline» es la canción más electrónica, incluyendo una línea base continua de gameleste y ritmos electrónicos. Después del puente, la canción incluye un solo de gameleste, y por consiguiente, termina con una sección estruendosa de drum and bass usando el Amen break. El paisaje sonoro parece ser una mezcla de estilos de sus álbumes anteriores Vespertine y Volta, con tendencias menores de los elementos de percusión de su álbum Homogenic.

## Video musical
El video musical fue grabado el 26 de mayo y fue dirigido por su siempre colaborador Michel Gondry. Fue lanzado el 26 de julio de 2011 en YouTube. El video aobre con una vista de la Luna y una lluvia de meteoros en ella, formando diferentes formas y cristales. Björk actúa como un espectador de la lluvia de meteoros en el cielo, como una especie de dios. El video incluye pesadamente animación generada por computadora y secuencias de cuadro por cuadro. Gondry explicó sobre el vídeo:

«Filmamos el video imagen por imagen, exponiendo la película varia veces. Decidí que, en el clip, la lluvia de meteoros caería en el suelo y hace un sonido. La idea de un rayo de luz provocando un impacto en esas cosas y moviendo todo me intrigó. Entonces, creamos óndulas, como lluvia. En el tercer verso, creamos burbujas donde objetos metálicos aparecen. Todo esto resultó de varias conversaciones que tuve con Björk sobre esas materias».

## Lista de canciones
Descarga digital - «Crystalline»
1. «Crystalline» (Serban Ghenea Mix) - 5:06

Descarga digital - «Cosmogony»
1. «Cosmogony» (Serban Ghenea Mix) - 4:49

The Crystalline Series - Serban Ghenea Mixes CD/LP
1. «Crystalline» (Serban Ghenea Mix) - 5:06
2. «Cosmogony» (Serban Ghenea Mix) - 4:49

The Crystalline Series - Omar Souleyman Versions CD/LP
1. «Crystalline» (Omar Souleyman Remix) - 6:41
2. «Tesla»* - 7:24
3. «Mawal» (Performed by Omar Souleyman) - 3:46

The Crystalline Series - Crystalline Matthew Herbert Mixes CD/LP
1. «Crystalline» (Matthew Herbert Mix) - 5:17
2. «Crystalline» (Matthew Herbert Instrumental) - 5:15

The Crystalline Series - Cosmogony Matthew Herbert Mixes CD/LP
1. «Cosmogony» (Matthew Herbert Mix 1) - 5:03
2. «Cosmogony» (Matthew Herbert Mix 2) - 4:17
3. «Cosmogony» (Matthew Herbert Instrumental 1) - 5:05
4. «Cosmogony» (Matthew Herbert Instrumental 2) - 4:15

(*) La canción «Tesla» es una remezcla de «Thunderbolt»